# Formáció (rétegtan)

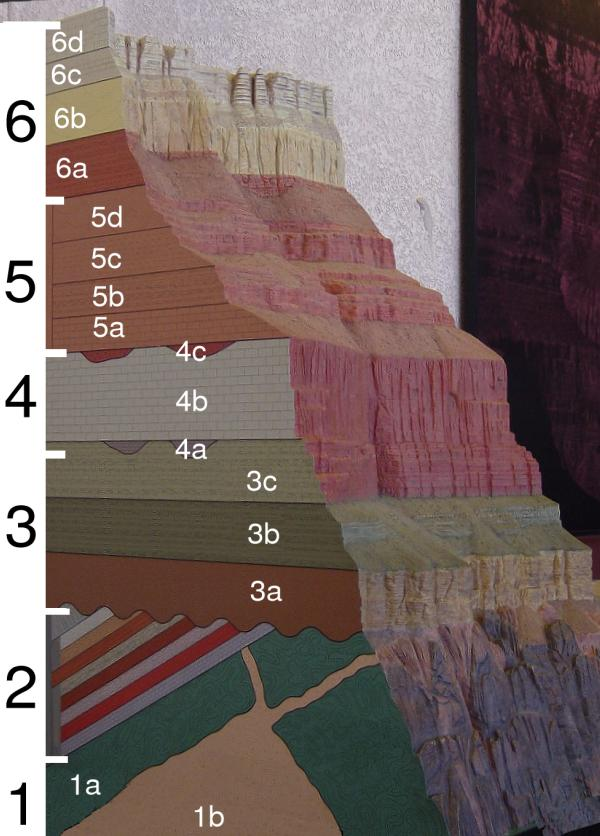
A Grand Canyon geológiai keresztmetszete. A fekete számok a formáció csoportoknak felelnek meg, a fehér számok pedig a formációkat jelzik (a képre kattintva további információk érhetők el)

A formáció vagy geológiai formáció a kőzetrétegtan alapvető egysége. Egy formáció számos kőzetrétegből állhat, melyek hasonló kőzettani, fácies vagy egyéb tulajdonságokkal rendelkeznek. A formációk nem definiálhatók a kőzetrétegeik vastagsága alapján, mivel az összetétel és a vastagság igen változó lehet.
A hivatalosan definiált rétegek fogalmával a geológia rétegtan ága foglalkozik. Egy formáció tagokra osztható fel, melyek csoportosíthatók.

## A formációk haszna
A formációk lehetővé teszik a geológusok számára, hogy összefüggésbe hozzák és feltárják az egymástól nagy távolságra levő geológiai rétegeket.
A formációkat kezdetben a relatív kor és a szuperpozíció törvénye alapján fontos geológiai idő jelzőkként írták le. A 17. és 18. századi geológusok és sztratigráfusok által leírt és időrendi sorrendbe állított formációk a geológiai időskála részei voltak.
A geológiai tudományok modern felülvizsgálata után a formációk fogalmát kőzettípusokra szűkítették le, mivel a kőzettani egységeket vagy az összetartozó kőzetek fosszília alapú eljárásai hozták létre, vagy pedig az üledékképző környezetek alakították ki, ugyanis némelyikük több százmillió éves, és kronosztratigrafikus időszakonként tengerelöntés révén víz alá kerül. Például a Hammersley-medence egy proterozoikumi üledékes terület, ahol 1200 millió évnyi üledék őrződött meg a sértetlen üledékes rétegekben, és ahol 300 milliónyi évet egyetlen litosztratigráfiai egység sávos vasérc és pala képvisel.
A geológiai formációk rendszerint üledékes kőzetrétegek, de lehetnek metamorf kőzetek és vulkáni lávafolyamok is. A magmás intruzív kőzetek általában nem különülnek el a formációkban.

## Litosztratigráfiai formációk definiálása
A formációk azok a szabályos litosztratigráfiai egységek, amelyekben a rétegtani oszlop kőzettani alapon mindenhol teljesen felosztható.
A formációk közötti kőzettani ellentéttel igazolható, hogy az alapjuk a régió geológiai összetettségétől függően változik, a részletek pedig a geológiai feltérképezéshez és a geológiai történet feltárásához szükségesek.
A formációknak körvonalazhatóknak kell lenniük a régióban használt geológiai feltérképezés mértéke szerint. A formációk vastagsága az egy méternél kevesebbtől a több ezer méterig változhat.
A geológiai formációkat jellemzően arról a földrajzi területről nevezik el, amelyben először leírást készítenek róluk.
Szűkebb értelemben a formációk nem definiálhatók az elsődleges kőzettani feltételen kívül mással. Azonban gyakran hasznos definiálni a biosztratigráfiai egységeket az őslénytani feltételek alapján, a kronosztratigráfiai egységeket a kőzetek kora alapján, valamint a kemosztratigráfiai egységeket a geokémiai feltételek alapján.
A szekvencia sztratigráfia olyan elképzelés, amely a szigorú litosztratigráfiai egységek ötletével vetélkedik, és az óceáni regressziókhoz, illetve transzgressziókhoz hasonló üledékes medencék eseményei révén definiált egységeken alapul. E szekvenciák az idő által összekapcsolt kronosztratigráfiai egységek és az ebben az időben történt geológiai események által összekapcsolt üledékképző környezetek kombinációi, tekintet nélkül az üledék szemcsenagyságára.
A formáció szót gyakran nem hivatalosan bizonyos jellegzetes kőzetcsoportokra, például az olajkutak egyes mélységében levőkre való hivatkozásként használják. A formáció emellett néha, nem hivatalosan a kőzetek üledékképződési folyamat, vagy erózió által kialakított egyedi formáira utal. A jól ismert barlangi formációk közé tartoznak a függő- és állócseppkövek.
Egy geológiai formációt elhagyottnak tekintenek akkor, amikor többé már nem éri az a geológiai hatás, ami létrehozta.

## Fordítás
- Ez a szócikk részben vagy egészben  a   Formation (stratigraphy) című angol Wikipédia-szócikk ezen változatának fordításán alapul.  Az eredeti cikk szerkesztőit annak laptörténete sorolja fel. Ez a jelzés csupán a megfogalmazás eredetét és a szerzői jogokat jelzi, nem szolgál a cikkben szereplő információk forrásmegjelöléseként.